# Galerie Platýz

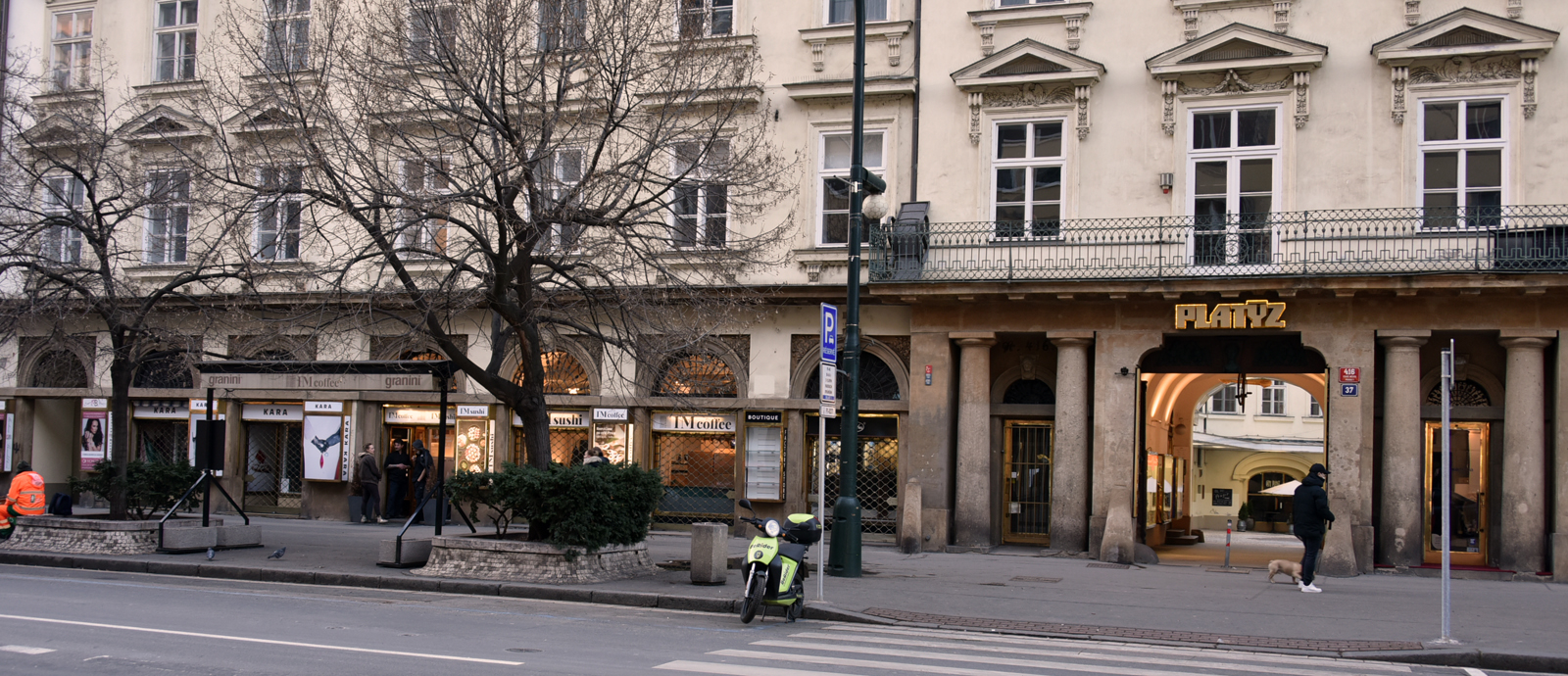
Bývalá galerie Platýz podniku Dílo, Národní 37

Galerie Platýz (Národní třída 37) patřila v 60. letech mezi významná pražská kulturní centra. V letech 1965-1971 vedla galerii Ludmila Vachtová, které se podařilo z galerie i přilehlého nádvoří domu Platýz vytvořit ojedinělé místo setkávání, kde se kromě prodeje nekonformního umění pořádaly besedy, večery autorského čtení nebo jarmarky mladých umělců.

## Historie
Galerie Platýz na Národní třídě byla jednou z deseti pražských komerčních galerií podniku Dílo, které spravoval Český fond výtvarných umění. Sídlila v přízemních prostorách a prvním patře nejstaršího pražského činžovního domu Platýz, který vznikl v letech 1813-1847 přestavbou původního renesančního paláce a byl upraven ve 30. letech 20. století. V nádvoří paláce a v sousedství průjezdu na Uhelný trh se nacházely obchody, restaurace a další galerie. Český fond výtvarných umělců byl po sjezdu a výměně předsednictva SČSVU reformován a jeho nové vedení chtělo vytvořit z Platýzu experimentální prostor.
Roku 1965 se vedoucí Galerie Platýz stala Ludmila Vachtová, která ponechala komerční prodej v přízemí a z galerie v prvním patře domu vytvořila výstavní a prodejní galerii pro díla českého soudobého umění. Vachtová pak roku 1969 připravila návrh nové koncepce celého Platýzu, která se už nerealizovala. V přízemí stávající galerie Dílo měl být zřízen grafický kabinet. V prostorách obklopujících nádvoří paláce, které se mělo stát "Náměstím umění", plánovala krámek upravený pro prodej netradičních upomínkových předmětů, galerii pro střídavé výstavy prezentující pohled do ateliéru umělce, ateliér mladých začínajících umělců, fotografickou dílnu, relaxační prostor. V nádvoří pořádala každoroční předvánoční jarmarky umění a v letech 1966-1968 dvakrát ročně Trh pod plachtou pro mladé výtvarníky.
Vachtová si vydobyla výjimku, že díla do prodeje nebude schvalovat komise ČFVU, ale její galerie si na sebe musela vydělat. Znamenalo to mj. přesvědčit výtvarníky, kteří mezitím v 60. letech získali renomé v zahraničí, aby svá díla dali do prodeje prostřednictvím galerie Díla. Galerie podniku Dílo neměly dobrou pověst, protože prodávaly umění "do obýváku", většinou průměrné až podprůměrné kvality. Vachtová v Platýzu dokázala ve druhé polovině 60. let získat a nabídnout ke koupi velmi kvalitní soubor českého současného umění. Prodával se například Vladimír Boudník, Libor Fára, Eva Kmentová, Jan Koblasa, Stanislav Kolíbal, Jan Kotík, Milan Knížák, Mikuláš Medek, Daisy Mrázková, Eduard Ovčáček, Vladimír Preclík, Zdeněk Sýkora, Adriena Šimotová a řada dalších.
V galerii v 1. patře se pořádala tzv. "Sezení na koberci" (1966-1971) s přednáškami, recitacemi a autorským čtením. Současně s prodejními výstavami užitého umění (sklo, keramika, šperky, textil) se konaly např. módní přehlídky současných oděvních návrhářů. V roce 1966, kdy záplavy ve Florencii těžce poškodily tamní fresky, archivy a umělecké sbírky a československé Ministerstvo kultury odmítlo poskytnout finanční pomoc, uspořádala Vachtová charitativní prodej děl, která za tímto účelem věnovali čeští výtvarníci. Souběžně se vybíralo dobrovolné vstupné v programu  "Sezení na koberci" s tématem Hvězdy pro Florencii, kde zdarma vystoupili např. Radovan Lukavský, Irena Kačírková, Eduard Cupák, Josef Chvalina, Jan Werich, Ljuba Hermanová, Jaroslav Jakoubek, Jiří Suchý, Helena Vondráčková. Z výtěžku financovala Galerie Platýz cestu a pobyt ve Florencii skupině českých restaurátorů. 
V depozitáři galerie Vachtová zaměstnala Františka Falerského (alias Bonnyho), který byl roku 1949 odsouzen v procesu se skauty na 15 let odnětí svobody a roku 1959 se vrátil z vězení. Po jeho předčasné smrti v roce 1969 byl pak v galerii krátkou dobu zaměstnán Karel Kyncl, ale toho Fond roku 1969 vyhodil. Po srpnové okupaci roku 1968 sídlil v galerii tajně výbor klubu osvobozených politických vězňů K 231. Ludmilu Vachtovou propustili roku 1971 a krátce nato se vystěhovala za svým mužem do Švýcarska.
V Galerii Platýz se pořádaly výstavy i v době normalizace. Díky kurátorům jako Jan Kříž nebo Roman Prahl se zde uskutečnily ojedinělé výstavy umělců, kteří již nemohli vystavovat v oficiálních galeriích. Přesto roku 1980 musela být ze společné výstavy odstraněna díla Magdaleny Jetelové. Po roce 1989 měla galerie spíše konzervativní program a roku 1999 ukončila provoz.  

## Výstavy (výběr)
- 1967 Lubomír Přibyl
- 1967 Václav Cigler: Šperky
- 1980 Jaroslava Pešicová: Obrazy, grafika, František Štorek: Sochy
- 1980 Magdalena Jetelová: Sochy, Kurt Gebauer: Plastiky, Pavel Roučka: Grafika
- 1981 Jaroslav Dvořák: Obrazy, Marie Blabolilová: Grafika
- 1982 Jaroslav Paur: Obrazy
- 1983 Josef Jíra: Obrazy z cest
- 1986 Václav Kiml: Obrazy
- 1987 Jiří Anderle: Grafika, kresby
- 1989 Petr Šmaha
- 1991 Zoja Villalobos-Popovič: Informel
- 1991 Arnošt Chabera
- 1991 Jaroslav Eduard Dvořák: Vzkazy
- 1994 Josef Lehoučka: Obrazy
- 1995 Li Ki Sun Bejčková: Tapisérie, obrazy
- 1995 Valdemar Sokol: Deskové obrazy
- 1995 Karel Šafář: Obrazy, grafika
- 1995 Adolf Born
- 1997 Alena Beldová: Obrazy, šperky, keramika, textil a bytové doplňky
- 1999 Václav Jíra: Obrazy z let 1997 - 1999